# Heinfels
Heinfels település Ausztriában, Tirolban a Lienzi járásban található. Területe 14,56 km², lakosainak száma 1 028 fő, népsűrűsége pedig 71 fő/km² (2014. január 1-jén). A település 1078 méteres tengerszint feletti magasságban helyezkedik el.

## Fordítás
- Ez a szócikk részben vagy egészben  a   Heinfels című angol Wikipédia-szócikk ezen változatának fordításán alapul.  Az eredeti cikk szerkesztőit annak laptörténete sorolja fel. Ez a jelzés csupán a megfogalmazás eredetét és a szerzői jogokat jelzi, nem szolgál a cikkben szereplő információk forrásmegjelöléseként.